# Mapeado topológico
El mapeado topológico (en inglés, bump mapping) es una técnica de gráficos computacionales 3D creada por James F. Blinn en 1978. Consiste en dar un aspecto rugoso a las superficies de los objetos. Esta técnica modifica las normales de la superficie sin cambiar su geometría. Las normales originales de la superficie seguirán perpendiculares a la misma. El mapeado topológico cambia la perpendicularidad por otras normales para lograr el efecto deseado, todo ello sin modificar la topología ni la geometría del objeto. El resultado es razonablemente rico y detallado, y pueden lograrse grandes parecidos a elementos naturales (como la textura de una naranja).
La diferencia entre mapeado por desplazamiento (displacement mapping) y mapeado topológico es que con este último no se perturba la geometría, solo la dirección del campo normal.